# Eiskunstlauf-Europameisterschaften 1980
Die 72. Eiskunstlauf-Europameisterschaften fanden vom 22. bis 27. Januar 1980 im Scandinavium in Göteborg statt.

## Ergebnisse

### Herren
| Platz | Sportler                 | Land                   |
| ----- | ------------------------ | ---------------------- |
| 1     | Robin Cousins            | Vereinigtes Königreich |
| 2     | Jan Hoffmann             | DDR                    |
| 3     | Wladimir Kowaljow        | Sowjetunion            |
| 4     | Igor Bobrin              | Sowjetunion            |
| 5     | Hermann Schulz           | DDR                    |
| 6     | Jean-Christophe Simond   | Frankreich             |
| 7     | Mario Liebers            | DDR                    |
| 8     | Konstantin Kokora        | Sowjetunion            |
| 9     | Jozef Sabovčík           | Tschechoslowakei       |
| 10    | Thomas Öberg             | Schweden               |
| 11    | Patrice Macrez           | Frankreich             |
| 12    | Helmut Kristofics-Binder | Österreich             |
| 13    | Gilles Beyer             | Frankreich             |
| 14    | Bruno del Maestro        | Italien                |
| 15    | Ludwik Jankowski         | Polen                  |
| 16    | Antti Kontiola           | Finnland               |
| 17    | Eric Kol                 | Belgien                |
| 18    | Miljan Begović           | Jugoslawien            |
| 19    | István Simon             | Ungarn                 |
| 20    | Boiko Alexijew           | Bulgarien              |
|       | Rudi Cerne (Z)           | BR Deutschland         |

- Z = Zurückgezogen

### Damen
| Platz | Sportlerin                    | Land                   |
| ----- | ----------------------------- | ---------------------- |
| 1     | Anett Pötzsch                 | DDR                    |
| 2     | Dagmar Lurz                   | BR Deutschland         |
| 3     | Susanna Driano                | Italien                |
| 4     | Kristiina Wegelius            | Finnland               |
| 5     | Sanda Dubravčić               | Jugoslawien            |
| 6     | Deborah Cottrill              | Vereinigtes Königreich |
| 7     | Carola Weißenberg             | DDR                    |
| 8     | Danielle Rieder               | Schweiz                |
| 9     | Karin Riediger                | BR Deutschland         |
| 10    | Renata Baierová               | Tschechoslowakei       |
| 11    | Kira Iwanowa                  | Sowjetunion            |
| 12    | Karena Richardson             | Vereinigtes Königreich |
| 13    | Katarina Witt                 | DDR                    |
| 14    | Susan Broman                  | Finnland               |
| 15    | Editha Dotson                 | Belgien                |
| 16    | Myriam Oberwiler              | Schweiz                |
| 17    | Anne-Sophie de Kristoffy      | Frankreich             |
| 18    | Astrid Jansen in de Wal       | Niederlande            |
| 19    | Pia Snellman                  | Finnland               |
| 20    | Bodil Olsson                  | Schweden               |
| 21    | Maristella Maderna            | Italien                |
| 22    | Nevenka Lisak                 | Jugoslawien            |
| 23    | Hanne Gambord                 | Dänemark               |
| 24    | Gloria Mas                    | Spanien                |
|       | Claudia Kristofics-Binder (Z) | Österreich             |
|       | Tina Riegel (Z)               | BR Deutschland         |
|       | Denise Biellmann (Z)          | Schweiz                |

- Z = Zurückgezogen

### Paare
| Platz | Sportler                                | Land                   |
| ----- | --------------------------------------- | ---------------------- |
| 1     | Irina Rodnina / Alexander Saizew        | Sowjetunion            |
| 2     | Marina Tscherkassowa / Sergei Schachrai | Sowjetunion            |
| 3     | Marina Pestowa / Stanislaw Leonowitsch  | Sowjetunion            |
| 4     | Sabine Baeß / Tassilo Thierbach         | DDR                    |
| 5     | Manuela Mager / Uwe Bewersdorf          | DDR                    |
| 6     | Tina Riegel / Andreas Nischwitz         | BR Deutschland         |
| 7     | Kerstin Stolfig / Veit Kempe            | DDR                    |
| 8     | Ingrid Spieglová / Alan Spiegl          | BR Deutschland         |
| 9     | Gabrielle Beck / Jochen Stahl           | BR Deutschland         |
| 10    | Maria Jezak / Lech Matuszewski          | Polen                  |
| 11    | Susan Garland / Robert Daw              | Vereinigtes Königreich |

### Eistanz
| Platz | Sportler                                 | Land                   |
| ----- | ---------------------------------------- | ---------------------- |
| 1     | Natalja Linitschuk / Gennadi Karponossow | Sowjetunion            |
| 2     | Krisztina Regőczy / András Sallay        | Ungarn                 |
| 3     | Irina Moissejewa / Andrei Minenkow       | Sowjetunion            |
| 4     | Jayne Torvill / Christopher Dean         | Vereinigtes Königreich |
| 5     | Liliana Řeháková / Stanislav Drastich    | Tschechoslowakei       |
| 6     | Natalja Bestemjanowa / Andrei Bukin      | Sowjetunion            |
| 7     | Henriette Fröschl / Christian Steiner    | BR Deutschland         |
| 8     | Karen Barber / Nicholas Slater           | Vereinigtes Königreich |
| 9     | Susi Handschmann / Peter Handschmann     | Schweiz                |
| 10    | Anna Pisánská / Jiří Musil               | Tschechoslowakei       |
| 11    | Nathalie Herve / Pierre Béchu            | Frankreich             |
| 12    | Gabriella Remport / Sándor Nagy          | Ungarn                 |
| 13    | Elisabette Parisi / Roberto Pelizzola    | Italien                |
| 14    | Birgit Goller / Peter Klisch             | BR Deutschland         |
| 15    | Regula Lattmann / Hanspeter Müller       | Schweiz                |